# 스탐포트
스탐포트 (Stamppot, lit. '으깬 냄비')은 으깬 감자에 한두 가지 채소를 섞어 만든 네덜란드의 전통 요리로, 보통 소시지를 곁들인다.

## 역사와 설명
이러한 채소 조합은 전통적으로 자우어크라우트, 꽃상추, 시금치, 케일 (채소), 순무 (뿌리) 잎 또는 당근과 양파를 포함한다(후자 두 가지의 조합은 네덜란드에서 헛스폿으로, 벨기에에서는 워르털스툼프로 알려져 있다). 꽃상추와 같은 잎채소는 날것으로 남겨두었다가 으깨는 단계에서만 감자에 추가할 수도 있다. 덜 일반적인 지역 스탐폿 품종 중 일부는 과일과 감자로 만드는데, 예를 들어 배로 만든 blauwe bliksem '파란 번개'와 단 사과로 만든 hete bliksem '뜨거운 번개'가 있다. 파인애플은 자우어크라우트 또는 꽃상추 스탐폿에 넣을 수도 있다. 최근 몇 년 동안, 로켓, 리크, 비트, 고구마 또는 버섯과 같은 재료를 사용한 전통적인 스탐폿의 변형이 더욱 인기를 얻고 있다. 때때로 생선도 스탐폿의 재료로 사용된다. 스탐폿은 주로 추운 계절에 먹는 음식이다.
스탐폿은 보통 소시지(네덜란드에서는 훈제된 것이, 벨기에에서는 튀긴 것이 더 흔하다), 줄리엔식으로 썬 베이컨 또는 스튜 고기와 함께 제공된다. 다른 곁들임으로는 치즈, 오이 피클, 겨자, 절인 양파가 있다.
조리된 스탐폿은 상점과 슈퍼마켓에서 구입할 수 있다. 카페 스타일의 레스토랑에서도 주문할 수 있지만, 최근 태번과 레스토랑에서 허용되는 음식에 대한 엄격한 규제로 인해 많은 벨기에 펍에서 간단한 요리를 제공하는 관습이 제한되었다.
스탐폿의 기원은 알려져 있지 않지만, 전설에 따르면 1574년 레이던 공방전에서 헛스폿이 발명되었다고 한다. 감자와 함께 조리하는 대신 생잎 채소를 사용하는 것은 1940년 이전으로는 거슬러 올라가지 않는다.

## 준비
스탐폿을 준비하는 방법에는 두 가지가 있으며, 첫 번째 방법이 더 현대적인 형태이다.

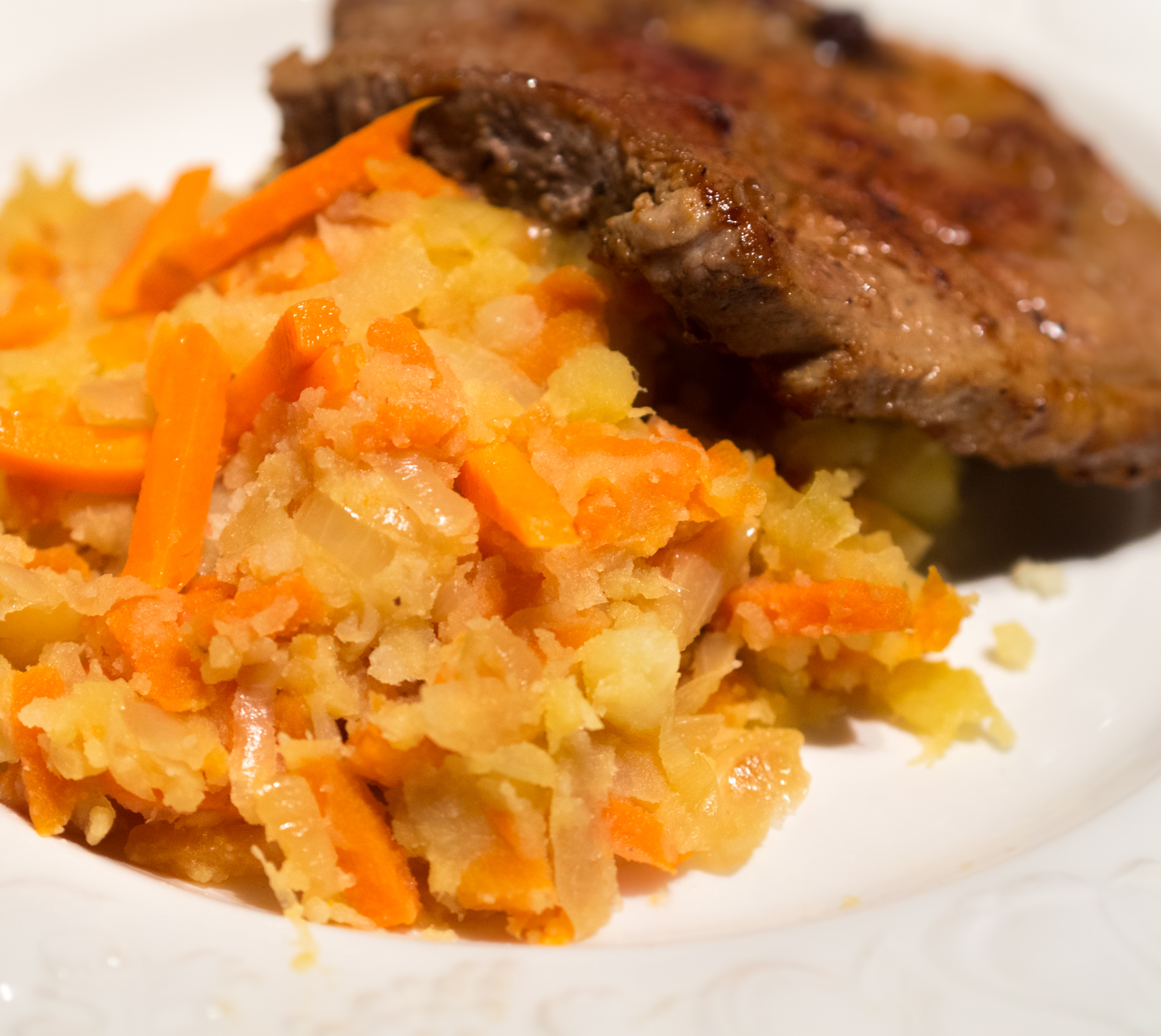
돼지 갈비와 함께 제공되는 헛스폿

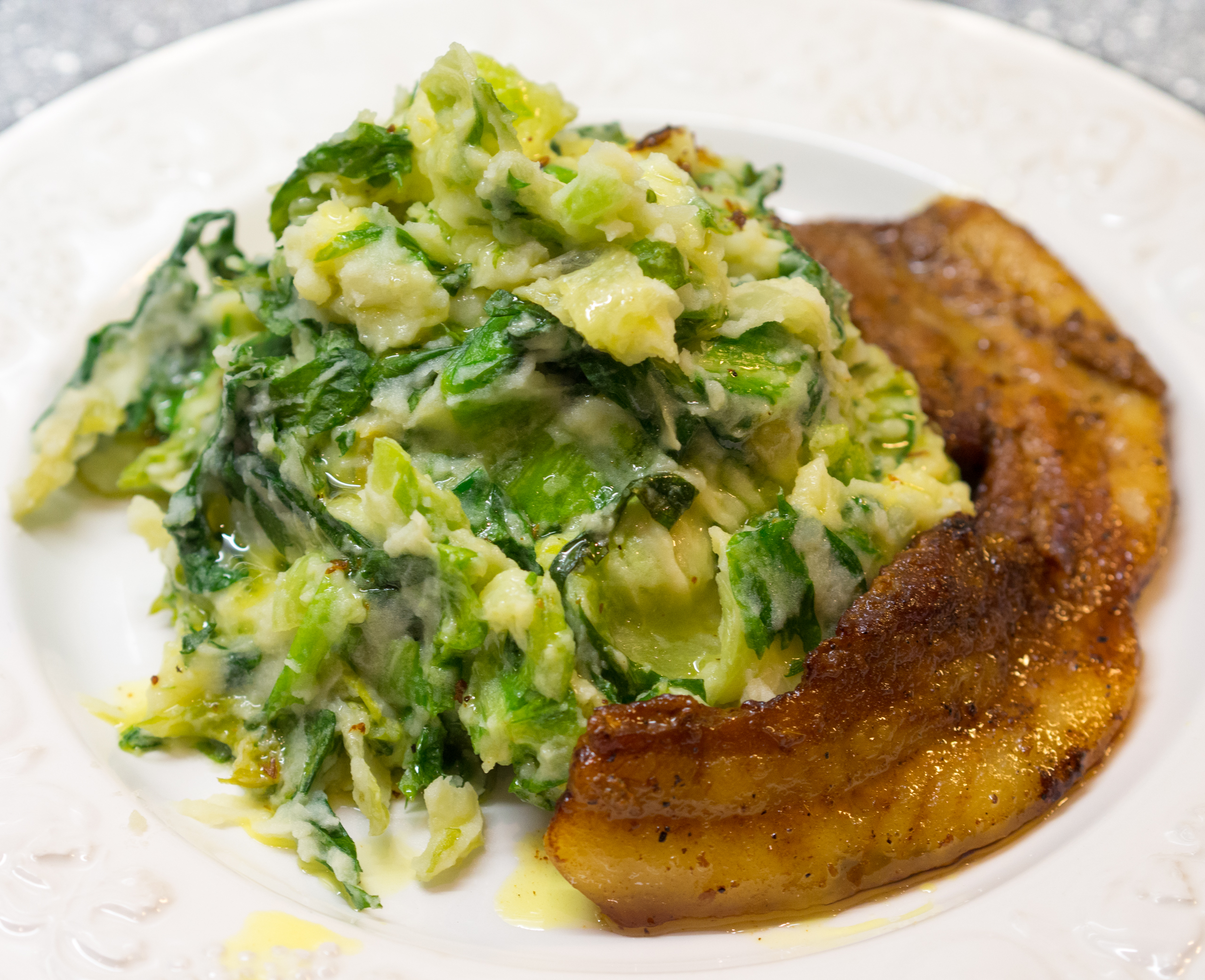
버터로 튀긴 돼지고기 배와 버터 그레이비와 함께 제공되는 안데비에스탐폿 (꽃상추를 감자와 으깬 것)

1. 스탐폿은 채소와 감자를 따로 삶아서 준비한다. 익으면 감자를 채소와 같은 냄비에 넣고 모두 함께 잘 으깬다. 네덜란드에서는 훈제 소시지의 일종인 Rookworst가 이 요리에 가장 선호되는 고기이다.
2. 스탐폿은 한 냄비에서 만들 수도 있다. 감자와 선택한 채소 또는 과일을 냄비에 넣는다. 물을 넣고 끓인다. 채소가 익고 물기를 뺀 후, 우유, 버터, 소금을 약간 넣고 채소를 함께 으깬다. 때로는 같은 냄비를 소시지를 데우는 데도 사용하지만, 소시지는 으깨지 않는다. 이 방법으로 자주 조리되는 예로는 당근과 양파를 채소로 사용한 헛스폿이 있다.[6]

풍미를 더하기 위해 라르동(spekjes)을 자주 추가한다. 접시에 담긴 으깬 재료 위에 작은 구멍을 내고 그 안에 그레이비를 채우는 것도 흔한데, 네덜란드어로는 kuiltje jus '작은 그레이비 구덩이'라고 한다.

## 비슷한 요리
- 버블 앤드 스퀴크, 잉글랜드
- 챔프와 칼 캬넌, 아일랜드
- 럼블데텀프스, 스코틀랜드
- 스툼프, 벨기에
- 트린샤트, 스페인 북동부 카탈루냐의 엠포르다 지역 및 안도라

## 더 읽어보기
- Bates, Johanna Van der Zeijst (1988). 《Let's Go Dutch》. Calgary: van der Zeijst Publishing. 83–84쪽. ISBN 9780919845541.